# Joachim Beuckelaer

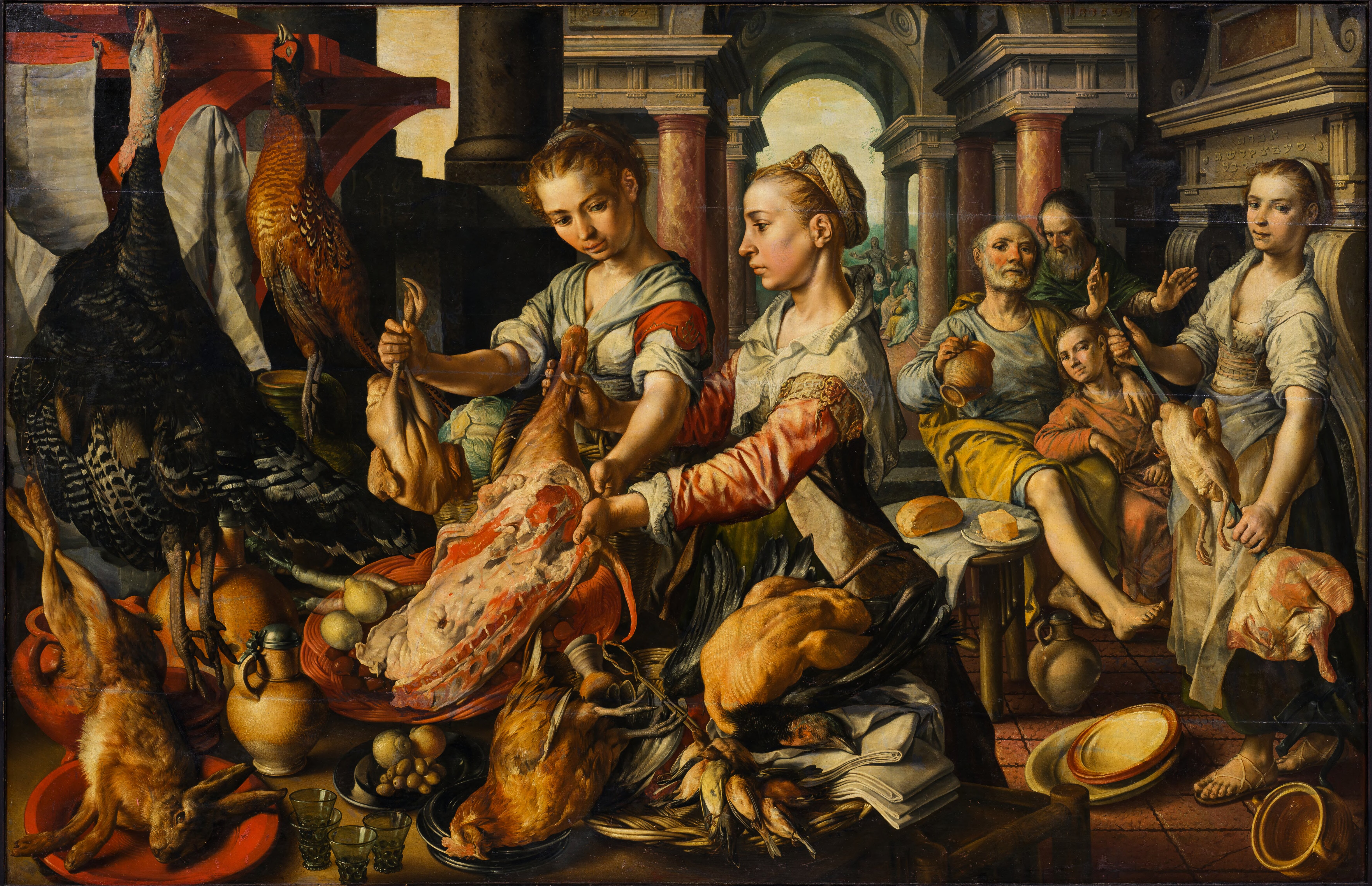
Küchenszene mit Christus im Haus von Martha und Maria (1565)

Joachim Beuckelaer (auch Bueckelaer) (* um 1530 in Antwerpen; † 1573 oder 1574 ebenda) war ein flämischer Maler, der sich auf Markt- und Küchenszenen mit aufwendigen Darstellungen von Lebensmitteln und Haushaltsgeräten spezialisierte. Seine Entwicklung des Genres der Markt- und Küchenszenen hatte Einfluss auf die Entwicklung der Stilllebenkunst in Nordeuropa sowie in Italien und Spanien. Er malte auch einige Stillleben ohne Figuren in der zentralen Szene. Er malte auch die Staffage (d. h. die menschliche Figuren) oder die Gewänder in Werken anderer lokaler Maler, wie Anthonis Mor.

## Leben

Küchenszene mit Konzert (1569)

Über das Leben des Künstlers liegen nur wenige Informationen vor. Beuckelaer wurde in Antwerpen in eine Malerfamilie geboren. Er war wahrscheinlich der Sohn des Malers Mattheus Beuckeleer und der Enkel des Malers Cornelis de Beuckelaer. Sein Bruder, der als Huybrecht Beuckeleer bekannt ist, wurde ebenfalls Maler. Die Werke von Huybrecht wurden gelegentlich fälschlicherweise Joachim zugeschrieben. Er absolvierte eine Lehre bei seinem Onkel Pieter Aertsen, der seine Tante Kathelijne Beuckelaer geheiratet hatte. Aertsen war vor allem für seine Markt- und Küchenszenen bekannt. In dessen Atelier fertigte Beuckelaer Marktszenen und Küchenstücke, kombiniert mit biblischen Szenen.
1560 wurde er Mitglied der Antwerpener Lukasgilde und ließ sich als selbständiger Künstler nieder. Er blieb während seiner gesamten Laufbahn in Antwerpen tätig und entwickelte die von Aertsen in der Malerei eingeführten Themen weiter, übertraf aber wohl seinen mutmaßlichen Meister an Können. Berichten zufolge erzielte Beuckelaer zu Lebzeiten keine hohen Preise für seine Werke. Erst nach seinem Tod stiegen die Preise für seine Werke drastisch an. Die Größe seiner späteren Werke und die Anzahl der in der Werkstatt gefertigten Varianten wurden jedoch als Hinweis auf einen gewissen Erfolg zumindest gegen Ende seines Lebens gewertet.
Das Datum seines Todes ist nicht mit Sicherheit bekannt, liegt aber wahrscheinlich zwischen 1570 und 1574.

## Gesamtwerk

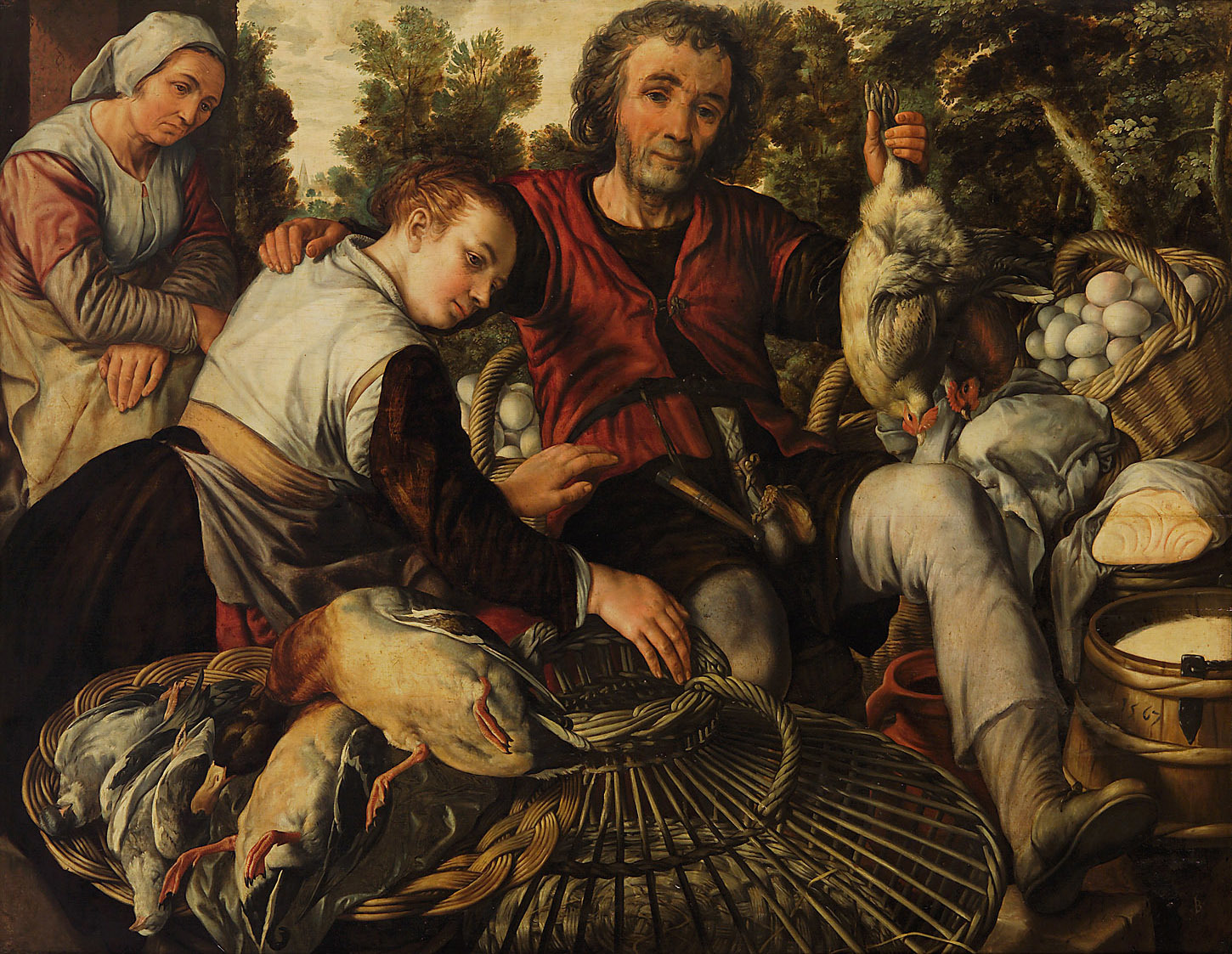
Marktbauern (1567)

Er spezialisierte sich auf Markt- und Küchenszenen mit aufwendigen Lebensmittelauslagen. Er malte auch einige Bordellszenen. In den 1560er Jahren malte Beuckelaer einige rein religiöse Werke, möglicherweise weil die Nachfrage nach seinen Küchen- und Marktszenen gering war. Von diesen religiösen Werken sind, im Gegensatz zu den Küchen- und Marktszenen, Vorzeichnungen bekannt. Die meisten dieser religiösen Werke wurden im Zuge des calvinistischen Bildersturms zerstört, der 1566 in Antwerpen begann und die Niederlande heimsuchte. Sein Geschlachtetes Schwein (Wallraf-Richartz-Museum), datiert 1563, ist wahrscheinlich das früheste datierte Beispiel dieses Themas. In den 1560er Jahren schuf er auch Entwürfe für Glasmalereien.
Viele von Beuckelaers Werken, wie auch die von Pieter Aertsen, zeigen im Vordergrund Tische, die mit üppigen Produkten gefüllt sind, die als Verlockungen zur fleischlichen Befriedigung interpretiert werden können. Oft verweisen diese Werke nicht nur auf die Freuden des Essens, sondern enthalten auch Gegenstände und Gesten, die auf die Versuchungen des sexuellen Verlangens hinweisen. Als Gegenmittel zu diesen irdischen Versuchungen werden in Beuckelaers Marktszenen oft biblische Episoden in den Hintergrund gestellt. Die moralische Botschaft dieser religiösen Szenen sollte die Zuschauer dazu ermutigen, die Versuchungen des Fleisches hinter sich zu lassen und sich der geistigen Nahrung zuzuwenden, die der Glaube bietet.

## Werke
- Flucht nach Ägypten, Öl auf Holz, 103 × 81 cm, Snijders&Rockox House, Antwerpen
- Markt-Szene, Öl auf Holz, 113 × 81,5 cm, Museum der Schönen Künste, Budapest
- Kreuztragung Christi (1562), Öl auf Holz, 96,5 × 79 cm, Nationalmuseum für westliche Kunst, Tokio
- Geschlachtetes Schwein (1563), Öl auf Eiche, 114 × 83 cm, Wallraf-Richartz-Museum, Köln
- Auf dem Markt (1564), Öl auf Holz, 128 × 166 cm, Puschkin-Museum Moskau
- Obst- und Gemüsestilleben mit Marktfrau (1564), Öl auf Eiche, 114,8 × 170,5 cm, Gemäldegalerie Alte Meister, Kassel
- Die Eierhändlerin (1565), Öl auf Holz, 126 × 81 cm, Königliches Museum der Schönen Künste (Antwerpen)
- Die gut ausgestattete Küche, mit Jesus bei Martha und Maria im Hintergrund (1566), Öl auf Holz, 171 × 250 cm, Rijksmuseum, Amsterdam
- Die vier Evangelisten (1567), Eichenholz, 175 × 130 cm, Gemäldegalerie Dresden Alte Meister
- Die vier Elemente: Erde (1569), Öl auf Holz, 158,5 × 215 cm, National Gallery (London)
- Die vier Elemente: Wasser (1569), Öl auf Holz, 158,5 × 215 cm, National Gallery, London
- Die vier Elemente: Luft (1570), Öl auf Holz, 157,3 × 215 cm, National Gallery, London
- Die vier Elemente: Feuer (1570), Öl auf Holz, 157,5 × 215,5 cm, National Gallery, London
- Köchin mit Geflügel (1574), Öl auf Holz, 112 × 81 cm, Kunsthistorisches Museum Wien
- Wild- und Geflügelhändler, Eichenholz, 114 × 159 cm, Herzog Anton Ulrich-Museum Braunschweig